# 6105 Verrocchio
6105 Verrocchio eller 4580 P-L är en asteroid i huvudbältet som upptäcktes den 24 september 1960 av den nederländsk-amerikanske astronomen Tom Gehrels och det nederländska astronomparet Ingrid van Houten-Groeneveld och Cornelis Johannes van Houten vid Palomarobservatoriet. Den är uppkallad efter den italienska skulptören Andrea del Verrocchio.
Asteroiden har en diameter på ungefär 4 kilometer och den tillhör asteroidgruppen Adeona.